# Galega lindblomii
Galega lindblomii là một loài thực vật có hoa trong họ Đậu. Loài này được (Harms) J.B.Gillett miêu tả khoa học đầu tiên.